# Wybory prezydenckie w Irlandii w 2004 roku

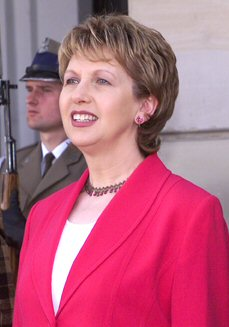
Mary McAleese

Wybory prezydenckie w Irlandii w 2004 roku – wybory prezydenckie w Irlandii, które były planowane na 22 października 2004 roku. Wybory się nie odbyły ze względu na fakt, iż startował w nim tylko jeden kandydat – dotychczasowa prezydent Mary McAleese. Była to druga kadencja McAleese, zgodnie z konstytucją urzędujący prezydent mógł być wybierany na siedmioletnią kadencję ponownie jeszcze raz.
Mary McAleese startowała z poparcia Fianna Fáil. Na drugą kadencję poparła ją też Fine Gael oraz Sinn Féin. Z wystawienia swoich kandydatów zrezygnowali: posiadająca swoich kandydatów Partia Pracy oraz kandydat Partii Zielonych – Eamon Ryan.